# Julia Schwaiger
Pour les articles homonymes, voir Schwaiger.
Julia Schwaiger, née le 21 janvier 1996 à Zell am See, est une biathlète autrichienne. 

## Carrière
Julia Schwaiger est un espoir du biathlon, lorsqu'elle est championne du monde des moins de 19 ans sur l'individuel en 2014. Aux Championnats du monde junior, elle est trois fois médaillée : en bronze au relais et individuel en 2016 et en argent à l'individuel en 2017.
Elle fait ses débuts sur le circuit de la Coupe du monde aux Championnats du monde 2015.
Elle marque ses premiers points en ouverture de la saison 2016-2017 à Östersund grâce à une 27e place sur l'individuel. Sa seule victoire internationale intervient dans l'IBU Cup en 2018 au sprint de Khanty-Mansiïsk.
En 2019, elle obtient son premier top dix sur l'individuel court de Canmore (10e).

## Palmarès

### Jeux olympiques
| Édition / Épreuve | Individuel | Sprint | Poursuite | Mass start | Relais | Relais mixte |
| ----------------- | ---------- | ------ | --------- | ---------- | ------ | ------------ |
| Pékin 2022        | 31e        | 45e    |           |            |        | 10e          |

### Championnats du monde
| Édition / Épreuve       | Individuel | Sprint | Poursuite | Mass start | Relais | Relais mixte | Relais mixte simple              |
| ----------------------- | ---------- | ------ | --------- | ---------- | ------ | ------------ | -------------------------------- |
| Kontiolahti 2015        | 54e        | 94e    | —         | —          | —      | —            | Épreuve inexistante à cette date |
| Holmenkollen 2016       | 50e        | —      | —         | —          | 12e    | —            | Épreuve inexistante à cette date |
| Hochfilzen 2017         | —          | —      | —         | —          | DSQ    | —            | Épreuve inexistante à cette date |
| Östersund 2019          | 57e        | 55e    | 47e       | —          | 16e    | —            | —                                |
| Antholz-Anterselva 2020 | 54e        | —      | —         | —          | 12e    | —            | —                                |
| Pokljuka 2021           | 10e        | 63e    | —         | —          | 7e     | —            | —                                |

Légende :
- — : non disputée par Schwaiger
- : pas d'épreuve
- DSQ : disqualification

### Coupe du monde
- Meilleur classement général : 32e en 2021.
- Meilleur résultat individuel : 9e.

#### Classements en Coupe du monde
| Saison    | Individuel | Individuel | Sprint | Sprint   | Poursuite | Poursuite | Mass start | Mass start | Général | Général  |
| Saison    | Points     | Position   | Points | Position | Points    | Position  | Points     | Position   | Points  | Position |
| --------- | ---------- | ---------- | ------ | -------- | --------- | --------- | ---------- | ---------- | ------- | -------- |
| 2014-2015 | -          | nc         | -      | nc       |           |           |            |            | -       | nc       |
| 2015-2016 | -          | nc         | -      | nc       |           |           |            |            | -       | nc       |
| 2016-2017 | 14         | 53e        | 27     | 62e      | 13        | 70e       |            |            | 54      | 65e      |
| 2017-2018 | -          | nc         | 8      | 80e      | 15        | 63e       |            |            | 23      | 75e      |
| 2018-2019 | 48         | 20e        | 18     | 72e      | 29        | 57e       |            |            | 95      | 55e      |
| 2019-2020 | 43         | 26e        | -      | nc       | 10        | 62e       |            |            | 53      | 62e      |
| 2020-2021 | 55         | 16e        | 103    | 30e      | 76        | 34e       | 8          | 48e        | 246     | 32e      |
| 2021-2022 | 17         | 41e        |        |          |           |           |            |            |         |          |

### Championnats d'Europe
| Édition / Épreuve | Individuel                       | Sprint | Poursuite | Mass start                       | Relais mixte | Relais mixte simple |
| ----------------- | -------------------------------- | ------ | --------- | -------------------------------- | ------------ | ------------------- |
| Tioumen 2016      | Épreuve inexistante à cette date | 31e    | 42e       | —                                | 7e           | —                   |
| Ridnaun 2018      | 44e                              | 12e    | 35e       | Épreuve inexistante à cette date | 10e          | —                   |

Légende :
- — : non disputée par Schwaiger
- : pas d'épreuve

### Championnats du monde junior
- Cheile Gradistei 2016 :
  -  Médaille de bronze à l'individuel.
  -  Médaille de bronze au relais.
- Osrblie 2017 :
  -  Médaille d'argent à l'individuel.

### Championnats du monde jeune
- Presque Isle 2014 : 
  -  Médaille d'or à l'individuel.
  -  Médaille de bronze au relais.
- Minsk 2015 :
  -  Médaille d'argent au sprint.
  -  Médaille d'argent à la poursuite.

### IBU Cup
- 3 podiums, dont 1 victoire (en sprint).